# Rafael Morais

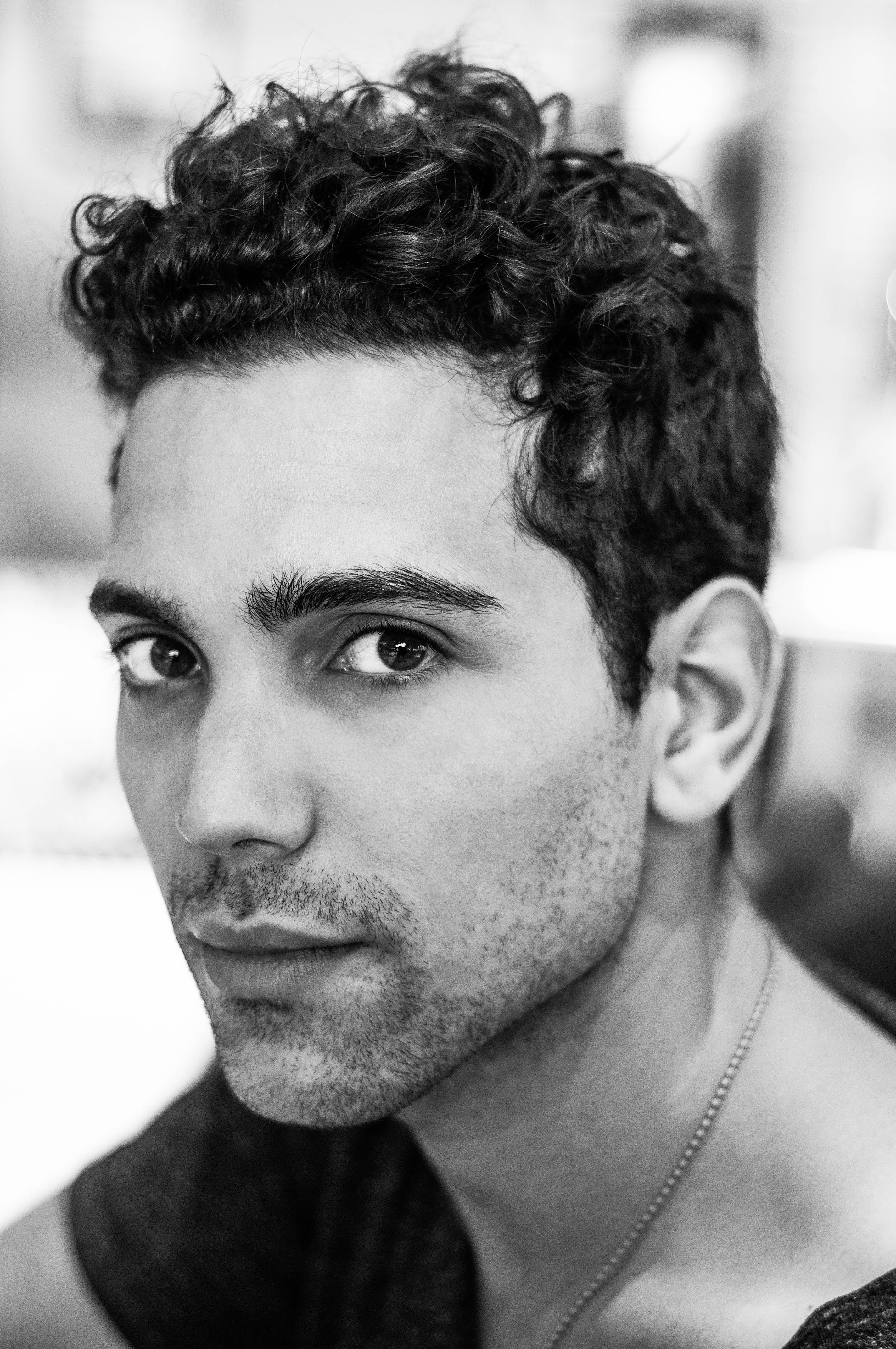
Rafael Morais (2014)

Rafael Morais (* 25. Juni 1989 in Coimbra) ist ein portugiesischer Schauspieler.

## Leben
Er spielte seit seinem 14. Lebensjahr Theater und besuchte die Theaterschule in Cascais, wo er auch Unterricht in Ausdruckstanz und Gesang nahm. Eine erste Nebenrolle spielte er in der frei angelegten Literaturverfilmung des Camilo-Castelo-Branco-Klassikers Um Amor de Perdição. Der Film lief auf verschiedenen internationalen Festivals (Filmfestival Locarno, Buenos Aires, São Paulo, Las Palmas). In Marco Martins’ How to Draw a Perfect Circle über das Inzest-Tabu hatte er 2009 die Hauptrolle. Der Film war der portugiesische Kandidat für den Auslandsoscar und lief auf verschiedenen internationalen Filmfestivals. Für seine Rolle im vielprämierten Sangue do Meu Sangue von João Canijo erhielt er Aufmerksamkeit der internationalen Kritik. In der US-amerikanischen Produktion Chasing Eagle Rock spielte er zuletzt zusammen mit seinem Zwillingsbruder Edgar Morais.
2011 drehte er mit dem Kurzfilm You are the Blood sein Regie-Debüt, zu dem er auch das Drehbuch schrieb. Nach verschiedenen Aufenthalten in den USA (Nature Theater of Oklahoma, Stella Adler Studio of Acting School in Los Angeles) lebt er heute in Los Angeles.
Im Mai 2024 wurde Morais Mitglied der European Film Academy.

## Filmografie
- 2008: Um Amor de Perdição; R: Mário Barroso
- 2009: Gone; R: David Brooks
- 2009: L'arc-en-ciel (Fernsehfilm, Kurzfilm); R: David Bonneville
- 2009: How to Draw a Perfect Circle („Como Desenhar um Círculo Perfeito“); R: Marco Martins
- 2011: Sangue do Meu Sangue; R: João Canijo
- 2011: You Are the Blood (Kurzfilm, auch Regie und Drehbuch)
- 2012: Der junge James Dean: Joshua Tree, 1951 (Joshua Tree, 1951: A Portrait of James Dean); R: Matthew Mishory
- 2015: Chasing Eagle Rock; R: Erick Avari
- 2019: Silence (Kurzfilm); R: Francisco Froes
- 2020: White Lines (Fernsehserie)
- 2022: Kaffee und ein Paar neue Schuhe (Një filxhan kafe dhe këpucë të reja veshur)
- 2023: Mal Viver
- 2023: Viver Mal
- 2023: Rabo de Peixe (Fernsehserie)
- 2025: Magalhães